# 張問行 (嘉靖進士)
張問行（1523年—？），字維誠，號蒲川，直隸定邊衛軍籍，山西蒲州人，明朝政治人物。

## 生平
嘉靖二十五年（1546年）丙午科順天府鄉試第七十二名舉人。嘉靖三十二年（1553年）中式癸丑科會試第五十八名，二甲第一百名進士。户部观政，授户部山东司主事。贬南通州同知，四十五年（1566年）任湖州府通判，隆庆元年去任。

## 家族
曾祖張得讓；祖父張玘；父張清（1488年-1560年），字介夫，號两山，母李氏（1488年-1554年）。兄张问明。